# 大谷流豆美
大谷 流豆美（おおたに るずみ、旧姓名・古川 流豆美、1976年9月20日 - ）は、浄土真宗本願寺派の裏方・本願寺坊守（現門主･本願寺住職大谷光淳（前門主大谷光真の長男）の配偶者）。浄土真宗本願寺派仏教婦人会総連盟総裁。
浄土真宗本願寺派信楽寺（宮崎県児湯郡）住職古川円了の長女。得度式を経て僧侶となり、信楽寺の寺族となっていた。

## 略歴
相愛大学人文学部卒業、龍谷大学大学院文学研究科真宗学専攻修士課程修了。
- 2005年、修士課程の1年次下の浄土真宗本願寺派新門大谷光淳と結婚[2]。新裏方となる。
- 2011年、長男・敬（たかし）を出産[3]。
- 2014年、夫、大谷光淳の門主継承により、裏方となる。

### 結婚にまつわる逸話
「結婚その他の理由で他の寺院の戸籍に入ったときは、直ちに当該寺院にその僧籍を移さなければならない」と定めた浄土真宗本願寺派の宗則「僧侶規定」に基づき、新門との婚姻により、本願寺（西本願寺）所属の僧籍となった。
しかし、宗教法人「本願寺」寺法及び浄土真宗本願寺派僧侶規定で、本山本願寺の衆徒は「門主（本願寺住職）及び新門の血族2親等まで」と定められているため、本願寺住職、門主や新門の配偶者が僧籍を持っていても適用対象ではなかった。また、本願寺住職の配偶者の役職である坊守や、門主の配偶者の役職である裏方について本願寺寺法及び浄土真宗本願寺派宗法に規定はあるものの、僧籍を有する者の取扱についての規定がなく、たとえば、法要での席次や法要における衣体（服装）をどのようにすればよいのかについての定めがなかった。そもそも、本願寺の住職、門主、新門が一般寺院の僧侶と結婚することを想定した規定はなかった。
このため、浄土真宗本願寺派の宗会の議決を経て、西本願寺の宗教法人法に定める規則である本願寺寺法の施行細則として「本願寺の衆徒に関する特例法」が制定され、これにより、「寺法第16条の3の規定にかかわらず、住職（門主）の認許を得て、本願寺の衆徒に相当する待遇を受けることができる」こととされた。

## 著作リスト
- CiNii>古川流豆美